# Spółgłoska szczelinowa gardłowa dźwięczna
Spółgłoska szczelinowa gardłowa dźwięczna – rodzaj dźwięku spółgłoskowego występujący w językach naturalnych. W międzynarodowej transkrypcji fonetycznej IPA oznaczana jest symbolem: ʕ.

## Artykulacja
W czasie artykulacji podstawowego wariantu [ʕ]:
- modulowany jest prąd powietrza wydychanego z płuc, czyli jest to spółgłoska płucna egresywna
- tylna część podniebienia miękkiego zamyka dostęp do jamy nosowej, powietrze uchodzi przez jamę ustną (spółgłoska ustna)
- prąd powietrza w jamie ustnej przepływa ponad całym językiem lub przynajmniej uchodzi wzdłuż środkowej linii języka (spółgłoska środkowa)
- jest to spółgłoska gardłowa – następuje skurcz mięśni zwieraczy gardła. Gardło staje się na tyle wąskie, że masy powietrza wydychanego z płuc przechodząc przez nie tworzą charakterystyczny dla spółgłoski szczelinowej szum. W praktyce w wielu językach występuje spółgłoska gardłowa półotwarta, wymagająca mniejszego napięcia mięśniowego. Dźwięki te nie są odróżniane przez IPA.
- wiązadła głosowe periodycznie drgają, spółgłoska ta jest dźwięczna

Artykulacji tej głoski można nauczyć się przesuwając nasadę języka do tyłu aż do momentu, gdy poczujemy napięcie mięśni, i nie rozluźniając ich starając się wypowiedzieć [ɦ]. Arabscy językoznawcy często porównują brzmienie tej głoski do dźwięku wydawanego przez wielbłąda .

## Przykłady
Głoska ta jest obca językom indoeuropejskim. Występuje w:
- języku arabskim: عشرة ['ʕɑʃɑrɑ], „dziesięć”
- języku hebrajskim (wymowa sefardyjska): עברית [ʕivˈɾit] „hebrajski”

Żydzi aszkenazyjscy często zastępują tę głoskę przez [ʔ] lub omijają zupełnie.
- w języku kabylskim: εemmi [ʕəmmi] „mój wuj”

## Pisownia
- w transliteracji języków semickich stosuje się symbol ʿ, czasami z przyczyn technicznych zastępowany apostrofem. Tworzy to jednak niejednoznaczność, ponieważ apostrof jest też używany do oddania zwarcia krtaniowego
- w języku somalijskim dźwięk ten jest zapisywany literą c